# Heritage Plaza
Heritage Plaza ist ein Wolkenkratzer in Houston im US-Bundesstaat Texas. Das Hochhaus ist mit einer Höhe von 232 Metern das fünfthöchste der Stadt und wurde im Jahr 1987 fertiggestellt. Es verfügt über 53 Geschosse, deren Flächen nahezu vollständig für Büros verwendet werden. Der Turm ist Sitz der ChevronTexaco Corporation, dem aktuellen Eigentümer. Das Tragwerk des Wolkenkratzers besteht im Wesentlichen aus Stahl, die Fassade wurde Glas verkleidet. Der obere Gebäudeteil sowie das Dach des Bauwerks wurde etwas zurückgestuft. Die Adresse lautet 1111 Bagby Street. Seit 2007 befindet sich die Konzernzentrale von EOG Resources in dem Hochhaus.